# Киштим
Киштим (рус. Кыштым) град је у Русији у Чељабинској области. Према попису становништва из 2010. у граду је живело 38942 становника.

## Становништво
| 1939.  | 1959.  | 1970.  | 1979.  | 1989.  | 2002.  | 2010.  |
| ------ | ------ | ------ | ------ | ------ | ------ | ------ |
| 27.790 | 34.302 | 36.096 | 39.830 | 42.852 | 41.929 | 38.942 |